# Get in the Van
Get in the Van: On the Road With Black Flag es un libro de memorias escrito por el cantante, escritor y artista de spoken word Henry Rollins, publicado en 1994 por la propia compañía de Rollins, 2.13.61. El libro se compone principalmente de anotaciones del diario que Rollins utilizó mientras era cantante de la banda de hardcore punk Black Flag, desde 1981 hasta la disolución de esta en 1986. Un audiolibro fue lanzado el mismo año, siendo relatado por Rollins como un conjunto de 2 discos compactos divididos como «1981-1983» y «1984-1986».

## Resumen
Las entradas comienzan en la primavera de 1981 y documentan el momento en que Rollins se presentó en persona y se unió a Black Flag. A partir de entonces, relata una serie de conciertos marcados por la violencia, extensas giras y abusos policiales, mientras vivía inmerso en el estilo de vida bohemio y pobre que la banda había mantenido hasta entonces.  
Una parte significativa de lo escrito correspondiente a 1982 está dedicada a la primera gira del grupo por Inglaterra, la cual Rollins describe como una experiencia desagradable. A medida que avanza la narración, detalla la creciente alienación de la banda con su audiencia y su propio distanciamiento del grupo.  
La última entrada data del 12 de julio de 1986. Posteriormente, un epílogo escrito por Rollins reflexiona sobre el impacto que su paso por Black Flag tuvo en su vida y describe el período inmediatamente posterior a la disolución de la banda.

## Composición
Según la introducción del libro, Rollins comenzó a redactar su diario en 1983. Para escribir los años 1981 y 1982, se basó en sus recuerdos de las giras de la banda y añadió contenido que consideró relevante. Asimismo, menciona que inició la compilación del libro en 1990. Además, explica que muchas de las entradas del diario fueron escritas mientras residía en The Shed, una pequeña construcción ubicada en el patio trasero de la casa de los padres de Greg Ginn, guitarrista de Black Flag.
El libro contiene numerosas imágenes, entre ellas trabajos de los principales fotógrafos de la banda, como Glen E. Friedman, Ed Colver y Naomi Peterson. Asimismo, incluye folletos diseñados por Raymond Pettibon, hermano de Greg Ginn, y dibujos del roadie David «Davo» Classen. Rollins señala que el libro también presenta imágenes de autoría desconocida, ya que algunas fueron enviadas por correo o entregadas personalmente.
La fotografía de la portada, capturada por Gary Leonard el 17 de noviembre de 1984, muestra a un escuadrón de agentes de la policía de Los Ángeles mientras marchan en la entrada del teatro Hollywood Palladium durante un espectáculo con la participación de Minutemen como acto de apertura y encabezado conjuntamente por Ramones y Black Flag. Por su parte, la contraportada exhibe una imagen tomada por Peter Gruchot en un concierto realizado el 19 de febrero de 1983 en Berlín, en el club SO36, donde se observa a la banda y al público cantando la canción TV Party tras la desconexión del sistema de sonido PA.
A finales de 2004 se publicó una reedición del libro, la cual incorpora entradas e ilustraciones adicionales, así como un prefacio y un epílogo extra.

## Recepción
Tanto el libro como el audiolibro fueron bien recibidos y elogiados por la crítica debido a su retrato de la escena musical en la cultura underground del punk estadounidense. En 1995, el audiolibro obtuvo un premio Grammy en la categoría de «mejor álbum hablado», y al año siguiente, el libro fue galardonado en la categoría de «música» durante la primera edición de los Firecracker Awards.
En una reseña del audiolibro realizada por Ned Raggett para AllMusic, este le otorga una calificación de 4 sobre 5 estrellas y elogia la narración de Rollins, destacando que, si bien como artista de spoken word alcanza mayor éxito al interactuar con el público, su intensidad resulta evidente a lo largo de la lectura.
En una lista de las «50 mejores memorias del rock de todos los tiempos», publicada por Rob Sheffield en la versión australiana de Rolling Stone el 17 de abril de 2020, el libro ocupa el puesto número 26. En su reseña, Sheffield destaca que Black Flag fue una banda pionera del hardcore y que los «diarios de gira de Rollins son la esencia de ese espíritu punk de "el dolor es mi novia"». A su vez compara la obra con las del escritor Jack Kerouac y menciona que este no ha escrito un libro de tal calidad.
Por su parte, Keith Kopka, en un artículo publicado el 5 de noviembre del mismo año para la revista Electric Literature, incluye esta obra en una selección de «7 obras esenciales de la literatura punk rock». En su análisis, Kopka señala que el libro, además de relatar la trayectoria de Rollins, es «representativo de las experiencias de muchos jóvenes con la profecía autocumplida de alienación que a menudo está en el centro del espíritu punk».
El cantautor británico Frank Turner, a través de su cuenta en Shepherd.com, ha elogiado la obra, describiéndola como su «Biblia» a lo largo de gran parte de su vida adulta y destacando el impacto que tuvo en él desde su lectura en la adolescencia. Asimismo, subraya que la narración de los años de gira de la que considera, posiblemente, «la banda de punk más importante de la historia» constituye una lectura que «hay que leer para creer». Además, este libro sirvió de inspiración para Turner en la escritura de The Road Beneath My Feet, su libro de memorias publicado en 2015.